# Chlamydoselachus fiedleri
†Chlamydoselachus fiedleri es una especie extinta de la familia Chlamydoselachidae del género Chlamydoselachus y del orden Hexanchiformes que vivió en el Eoceno.